# Toxtlacoayilla
Toxtlacoayilla är en ort i Mexiko.   Den ligger i kommunen Acajete och delstaten Veracruz, i den sydöstra delen av landet, 220 km öster om huvudstaden Mexico City. Toxtlacoayilla ligger 2 200 meter över havet och antalet invånare är 163.
Terrängen runt Toxtlacoayilla är huvudsakligen kuperad, men söderut är den bergig. Terrängen runt Toxtlacoayilla sluttar österut. Runt Toxtlacoayilla är det ganska tätbefolkat, med 172 invånare per kvadratkilometer. Närmaste större samhälle är Xalapa, 15,5 km sydost om Toxtlacoayilla. Omgivningarna runt Toxtlacoayilla är en mosaik av jordbruksmark och naturlig växtlighet.